# لياندرو غوزمان
لياندرو غوزمان (بالإسبانية: Leandro Guzmán)‏ هو لاعب كرة قدم أرجنتيني، ولد في 1989. لعب مع ديبورتيفو مورون ‏.

## وصلات خارجية
- لياندرو غوزمان على موقع قاعدة بيانات كرة القدم.إي يو (الإنجليزية)
- لياندرو غوزمان على موقع Soccerway.com (الإنجليزية)